# Rober Kajo
Rober Kajo (hol. Robert Cailliau; Tongeren, 26. januar 1947) belgijski je inženjer informatike koji je sa Timom Berners-Lijem razvio internet (World Wide Web).

## Biografija
Rođen je u Tongerenu, Belgija. Godine 1958. sa roditeljima se preselio u Antverpen, gde je završio srednju školu. Diplomirao je 1969. na univerzitetu u Ganu i stekao zvanje inženjera elektrotehnike i mašinstva. Na Univerzitetu Mičigen 1971. stekao je titulu mastera informatike.
Za vreme služenja vojnog roka u belgijskoj vojsci koristio je programski jezik Fortran da bi simulirao kretanje trupa.
Decembra 1974. počeo je da radi za CERN, kao saradnik u „Proton Synchrotron (PS)” , radeći na kontroli sistema akceleratora. U aprilu 1987. napustio je „PS”, da bi bio na čelu grupe za „Office Computing Systems” („Data Handling”). Godine 1989, Tim Berners-Li, predložio je hypertext za pristup mnogim vidovima dokumentacije, vezano za CERN. Li je napravio sistem koji je nazvao World Wide Web, između septembra i decembra 1990. godine. Za ovo vreme, Kajo i on bili su koautori predloga za finansiranje projekta. Kasnije, Kajo je bio predlagač za projekat, i sa Nikolom Pelouom razvio je prvi internet pregledač za operativni sistem , koji se zvao MacWWW.
Godine 1993. u saradnji sa Fraunhofer Gesellschaft, Kajo je započeo prvi mrežno bazirani projekat Evropske komisije za širenje informacija u Evropi. Kao rezultat njegovog rada za CERN Legal Service, CERN je dopustio web tehnologiju u javnom domenu 30. aprila 1993. godine.
Decembra 1993. Kajo je sazvao prvu „Internacionalnu WWW Konferenciju” koja je održana u CERN-u maja 1994. Prebukirana konferencija je spojila 380 mrežnih pionira i bila prekretnica u razvoju mreže. Konferencija je dovela do formiranja Komiteta za upravljanje Internacionalnim konferencijama svetske mreže, koji je od tada organizovao okupljanje svake godine. Kajo je bio član Komiteta od 1994. do 2002. godine.
Godine 1994. Kajo je započeo projekat „Mreža za škole” sa Evropskom komisijom, predstavljajući mrežu kao resurs za obrazovanje. Nakon što je pomogao u prenosu razvoja mreže iz CERN-a u Konzorcijum svetske mreže, posvetio je svoje vreme javnim komunikacijama. Otišao je u ranu penziju iz CERN-a u januaru 2007.
Kajo je sada aktivan član „Newropeans”-a, transevropskog političkog pokreta za koji su on i Luka Kominasi nedavno izradili predlog o Evropskom infomacionom savezu.
Govornik je za prošlost i budućnost World Wide Web-a i održao je uvodni govor na godišnjoj konferenciji „Runtime Revolution” u Edinburgu, u Škotskoj, 1. septembra 2009. godine.

## Nagrade
- 1995:   (sa Timom Berners-Lijem)
- 1999: Nagrada Christophe Plantin, Antverpen
- 1999:   univerzitet
- 2000:  Univerzitet u Gentu
- 2001:  (sa Timom Berners-Lijem)
- 2004: Komandant reda kralja Leopolda (nagrađen od kralja Alberta II od Belgije)
- 2006: Počasni stanovnik grada Tongeren
- 2008: Zlatna medalja Flamanske akademije nauka i umetnosti
- 2009:  Univerzitet u Lijež (sa Timom Berners-Lijem)
- 2010: Počasna nagrada
- 2012: Dvorana slavnih interneta od strane Internet udruženja

## Spoljašnje veze
- Zvanični veb-sajt
- na internetu — istorija ACM 1999
- Prva međunarodna konferencija o Svetskoj mreži
- Najava Prve međunarodne konferencije o svetskoj mreži
- Međunarodni konferencijski odbor svetske mreže
- Intervju sa Roberom Kajoom iz 1997